# Saint-Laurent-de-la-Barrière
Saint-Laurent-de-la-Barrière ist eine ehemalige französische Gemeinde mit 111 Einwohnern (Stand: 1. Januar 2019) im Département Charente-Maritime in der Region Nouvelle-Aquitaine (vor 2016: Poitou-Charentes). Sie gehörte zum Arrondissement Rochefort (bis 2017: Arrondissement Saint-Jean-d’Angély) und zum Kanton Saint-Jean-d’Angély. Die Einwohner werden Saint-Laurentais genannt.
Mit Wirkung vom 1. Januar 2018 wurden die früher selbstständigen Gemeinden Vandré, Chervettes und Saint-Laurent-de-la-Barrière zur Commune nouvelle La Devise zusammengelegt und haben in der neuen Gemeinde den Status einer Commune déléguée. Der Verwaltungssitz befindet sich im Ort Vandré.

## Geographie
Saint-Laurent-de-la-Barrière liegt etwa 42 Kilometer ostsüdöstlich von La Rochelle am Devise. Umgeben wurde die Gemeinde Saint-Laurent-de-la-Barrière von den Nachbargemeinden Chervettes im Norden, Puyrolland im Osten, Annezay im Süden, Genouillé im Südwesten und Westen sowie Vandré im Westen und Nordwesten.

## Bevölkerungsentwicklung
| Jahr                       | 1962 | 1968 | 1975 | 1982 | 1990 | 1999 | 2006 | 2013 |
| Einwohner                  | 110  | 95   | 90   | 83   | 70   | 73   | 88   | 102  |
| Quellen: Cassini und INSEE |      |      |      |      |      |      |      |      |

## Sehenswürdigkeiten
- Kirche Saint-Laurent aus dem 12. Jahrhundert, Monument historique (siehe auch: Liste der Monuments historiques in La Devise)
- Wohnsitz von La Bastière aus dem 17. Jahrhundert

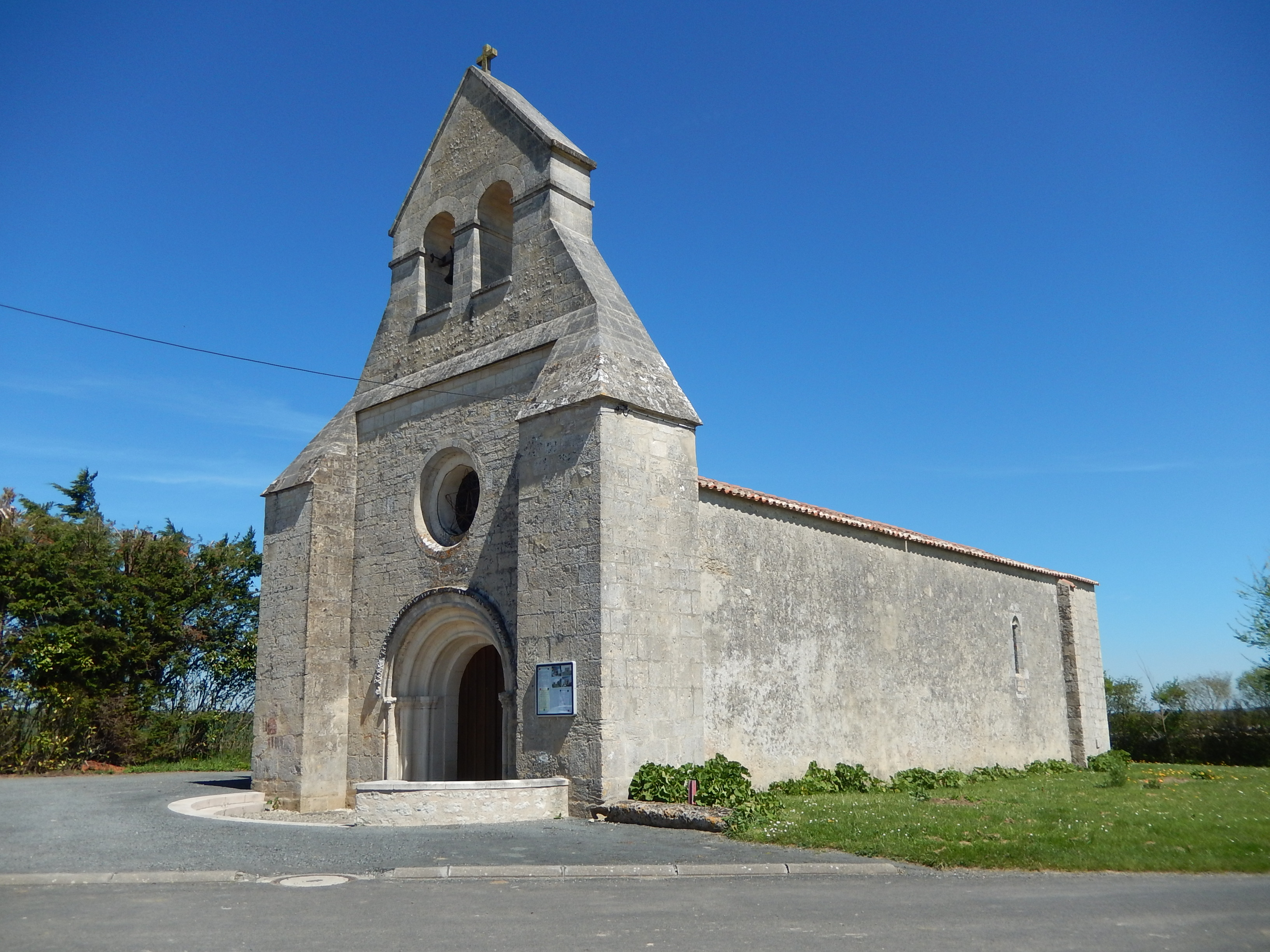
Kirche Saint-Laurent